# 兼重元可
兼重 元可（かねしげ もとよし）は、江戸時代初期の毛利家家臣、長州藩士。家格は遠近附、300石。父は兼重元続、兄は兼重元辰。

## 生涯
慶長元年（1596年）に毛利家臣の兼重元続の次男として生まれ、毛利秀就、綱広の2代に仕えた。
兄・元辰が父・元続に先立って元和3年（1617年）に死去し、元和6年（1620年）5月28日に元続は病を理由として毛利輝元と秀就に願い出て、元辰の子の就継が15、6歳くらいになるまでは元可が代わりに役目を務めることとし、元可には元続の知行890石のうち300石が分与された。
延宝2年（1674年）10月12日に死去した。享年79。五男の政宣が跡を継いだ。